# لاسلو سابادوش

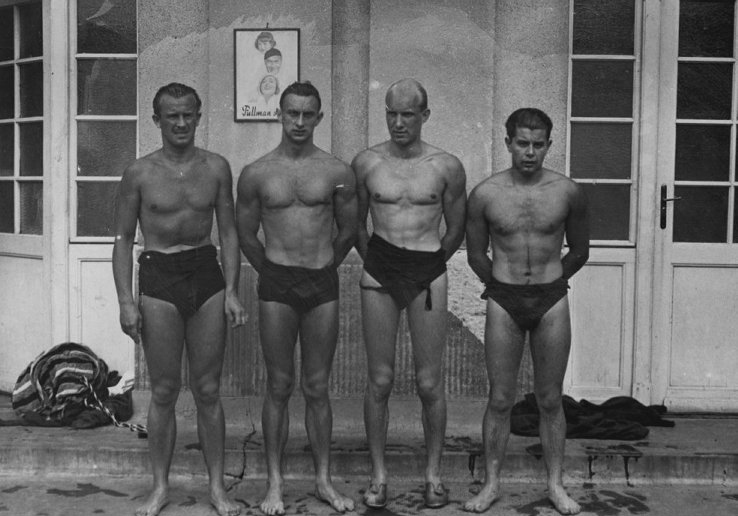
لاسلو سابادوش، اولین نفر از سمت چپ تصویر

لاسلو سابادوش (مجاری: László Szabados; ۱۱ آوریل ۱۹۱۱ – ۲۸ آوریل ۱۹۹۲) شناگر اهل مجارستان بود.